# عارضه‌یابی سازمانی
عارضه یابی سازمانی روشی مؤثر برای سنجش فاصله بین کارایی یک سازمان در وضعیت فعلی و وضعیت مطلوب، و بررسی چگونگی رسیدن این سازمان به اهداف خود است. پیش از این عارضه یابی به عنوان یک تکنیک و بخشی از فرآیند توسعه سازمانی شناخته می‌شد، اما در سال‌‌های اخیر خودش به عنوان یک روش مهم مورد توجه قرار گرفته است. عارضه یابی سازمانی موثر، یک فرآیند ارگانیک است، به این معنی که وقتی شما یک سازمان و ساختار و عملکرد آن را بررسی می‌کنید و برای تغییرات آن برنامه‌ریزی می‌کنید، همینطور که تغییرات پیش می‌رود، وضعیت فعلی سازمان هم تغییر می‌کند و بنابراین فرآیند عارضه یابی مجدداً معنی یافته و فعال می‌شود.
در توسعه سازمانی، عارضه‌یابی سازمانی (انگلیسی: Organizational diagnostics) ابزارهایی را برای تشخیص مؤثر فرهنگ سازمانی و نقاط قوت و ضعف ساختاری و عملیاتی فراهم می‌کند.

همان‌طور که بکهارد در مقدمه اثر مهم خود گفت:
در محیطی که به سرعت در حال تغییر است، اشکال سازمانی جدیدی باید ایجاد شود. فرآیندهای هدف گذاری و برنامه‌ریزی موثرتر باید یادگرفته شوند. و تیم‌های تمرین کرده که مشتکل از افراد مستقل باید زمان کافی را صرف بهبود روش‌های کار، تصمیم‌گیری و برقراری ارتباط کنند. گروه‌های رقیب یا درگیر باید به سمت یک روش کار مشترک حرکت کنند. برای اینکه این تغییرات رخ دهند و نگه‌داری شوند، یک تلاش برنامه‌ریزی شده و مدیریت شده برای تغییر لازم است - یک برنامه توسعه سازمانی.

## مدل‌های عارضه‌یابی سازمانی
مدل‌های زیر برای عارضه‌یابی سازمانی معرفی شده‌اند:
1. تجزیه و تحلیل میدان نیرو (۱۹۵۱)
2. مدل لیویت (۱۹۶۵)
3. تجزیه و تحلیل سیستم لیکرت (۱۹۶۷)
4. مدل شش جعبه ویزبورد؛ (۱۹۷۶) با تمرکز بر یک خروجی اصلی، بررسی میزان رضایت مصرف‌کنندگان از خروجی و ردیابی دلایل هر گونه نارضایتی تعریف شده‌است.
5. مدل همخوانی برای تجزیه و تحلیل سازمان (۱۹۷۷)
6. چارچوب ۷اس میکنزی  (1981-1982)
7. چارچوب فرهنگی سیاسی فنی تیچی (TPC) (1983)
8. برنامه‌نویسی با کارایی بالا (۱۹۸۴)
9. تشخیص رفتار فردی و گروهی (۱۹۸۷)
10. مدل بورک-لیتوین عملکرد و تغییر سازمانی (۱۹۹۲)

## فرایند مشاوره
مرحله عارضه‌یابی سازمانی  اغلب در یک فرایند کلی OD، که معمولا «فرایند مشاوره» نامیده می‌شود، ادغام می‌شود. نمونه ای از چنین فرآیندی:
ورود → تشخیص → برنامه‌ریزی اقدام → اجرا → خاتمه